# Pietra dell'unzione

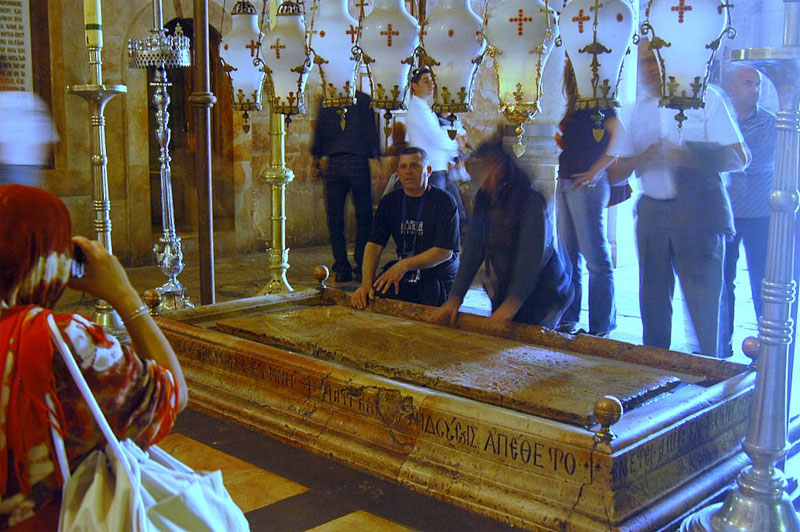
Pietra dell'unzione

La Pietra dell'unzione è una reliquia della Passione di Gesù, ritenuta il luogo dove il suo corpo venne preparato per la sepoltura (Gv 19,38 e ss). È la tredicesima stazione della via Crucis nella basilica del Santo Sepolcro a Gerusalemme. Fu qui custodita fino al XII secolo, quando fu portata a Costantinopoli. Federico Zeri, nel suo libro Dietro l'immagine, ipotizza che la pietra sia stata rubata dai crociati nel sacco di Costantinopoli del 1204 e portata in Italia, forse a Mantova o in altra località fra Lombardia e Veneto, dove andò smarrita, quando nel tempo se ne dimenticò il significato.
La Pietra dell'unzione era molto nota in Occidente e venne più di una volta rappresentata anche in opere d'arte, sia nel momento prima della sepoltura (come nel celebre Cristo morto di Mantegna), sia in raffigurazioni della Madonna col Bambino, come prolessi della Passione (ad esempio nella Natività di Francesco Bonsignori).
La pietra di colore rossastro viene rappresentata venata di bianco, come è evidente del dipinto del Mantegna, dalle lacrime della Vergine.